# دایره دو
دایره دو (انگلیسی: Circle of Two) یک فیلم درام کانادایی به کارگردانی ژول داسن است که در سال ۱۹۸۱ منتشر شد. از بازیگران آن می‌توان به ریچارد برتون و تاتوم اونیل اشاره کرد.